# Frédéric-Ernest de Brandebourg-Culmbach
Frédéric-Ernest de Brandebourg-Culmbach (15 décembre 1703 – 23 juin 1762 à Drage) est un membre de la lignée de Brandebourg-Culmbach branche de la Maison de Hohenzollern. Il est gouverneur des duchés de Schleswig et de Holstein-Glückstadt.

## Famille
Il est le fils du margrave Christian-Henri de Brandebourg-Culmbach et son épouse Sophie-Christiane de Wolfstein. Sa sœur, Sophie-Madeleine de Brandebourg-Culmbach est mariée avec le roi Christian VI. À l'époque, le Danemark est en union personnelle avec les duchés de Schleswig et de Holstein-Glückstadt, le roi portant le titre de duc de Holstein. Christian VI nomme son beau-frère Frédéric-Ernest en tant que gouverneur des duchés.

## Biographie
Frédéric-Ernest est fait chevalier de l'Ordre de l'Éléphant par son royal beau-frère. En 1731, il reçoit le Château de Gottorf, qui est l'ancien siège des Ducs de Schleswig et de Holstein à Gottorp. Cependant, il préfère construire sa résidence sur le site du manoir à Drage, que le roi lui donne à l'occasion de son mariage avec Christine Sophie, la fille du duc Ernest-Ferdinand de Brunswick-Wolfenbüttel-Bevern. L'ancienne maison de maître est démolie et le château Friedrichsruh est construit entre 1744 et 1751, d'après un dessin de l'architecte danois de la cour Nicolai Eigtved.
Frédéric-Ernest et sa femme vivent bien au-delà de leurs moyens, et quand il meurt sans enfants en 1762, il laisse beaucoup de dettes. Ils sont enterrés dans l'Église Saint-Michel à Hohenaspe. Il est remplacé en tant que gouverneur de la province de Schleswig et de Holstein-Glückstadt par Friedrich Ludwig von Dehn.
Le Margrave Salle au Château de Glücksburg est nommé d'après Frédéric Ernest. Il y réside pendant un certain temps.